# Alpha Bangura
Alpha Bangura, conosciuto anche come Alfath Mohamed Belgasem (Freetown, 4 febbraio 1980), è un ex cestista sierraleonese con cittadinanza libica.

## Palmarès
- Japanese JBL Challenge Cup (2007)
- Japanese JBL Superleague (2008)